# Distrito de Samba
Samba (en hindi; Bengali ) es un distrito de la India en el estado de Jammu y Cachemira. Código ISO: IN.JK.SR.
Comprende una superficie de 913 km².
El centro administrativo es la ciudad de Samba.

## Demografía
Según censo 2011 contaba con una población total de 318 611 habitantes, de los cuales 149 663 eran mujeres y 168 948 varones.